# Panimerus elongatus
Panimerus elongatus är en tvåvingeart som beskrevs av Wagner 1981. Panimerus elongatus ingår i släktet Panimerus och familjen fjärilsmyggor. Inga underarter finns listade i Catalogue of Life.